# Pilar (partido)
Pour les articles homonymes, voir Pilar.
Pilar est un partido de la province de Buenos Aires dont la capitale est Pilar.

## Emplacements
- Del Viso
- Fátima
- La Lonja
- Manuel Alberti
- Manzanares '
- Pilar (cabecera)
- Presidente Derqui
- Villa Astolfi
- Villa Rosa
- Zelaya

spot Bed
- Tomas Santa Coloma
- Almirante Irizar
- Lavallen